# Time Out New York
Pour les articles homonymes, voir Time Out.
Time Out New York est un magazine culturel hebdomadaire spécialisé dans l'actualité cinématographique, théâtrale, musicale et gastronomique de la ville de New York.
Il appartient à la compagnie britannique basée à Londres Time Out qui publie des journaux hebdomadaires dans de nombreuses villes du monde parmi lesquelles Chicago, New York ou encore Paris.